# Szczałba
Szczałba (657 m n.p.m.) lub Strzałba – szczyt w Paśmie Lubomira i Łysiny. Według Jerzego Kondrackiego pasmo to należy do Beskidu Wyspowego. Na mapach i w przewodnikach turystycznych zaliczane jest przeważnie do Beskidu Makowskiego, zwykle jednak opisywane jest właśnie razem z Beskidem Wyspowym.
Szczałba jest kulminacją bocznego grzbietu odbiegającego z Patryi (762 m) na południowy wschód. Północno-zachodnie stoki opadają do doliny potoku Niedżwiadek (Węglówka), południowo-zachodnie doliny potoku Węgierka a południowe – Kasinianki (Kasinki). Zachodnie zbocze jest zalesione i nieco bardziej strome niż odkryte południowe i wschodnie, na których rozrzucone są zabudowania należące do wsi Węglówka. Na Szczałbę nie prowadzą znakowane szlaki turystyczne.